# ポーテージ郡 (オハイオ州)
ポーテージ郡（英: Portage County）は、アメリカ合衆国オハイオ州の北東部に位置する郡である。人口は16万1791人（2020年）。郡庁所在地はラベンナであり、同郡で人口最大の都市はケントである。
郡名はカヤホガ川とタスカラワス川の間の陸路搬送（ポーテージ）が行われていたことから名付けられた。ポーテージ郡はアクロン都市圏に属している。

## 歴史
ポーテージ郡の郡名は「ポーテージ・トレイル」と呼ばれる古いインディアン道から来ており、旅人はカヤホガ川とタスカラワス川の間でカヌーを陸路搬送していた。その道は現在、隣のサミット郡内にある。
ポーテージ郡となった地域に最初に入ったヨーロッパ人は、1798年に現在のマントゥア郡区に入ったエイブラハム・ハニーであり、1799年4月には現在のアットウォーター郡区に入ったエイサ・ホールが続いた。1799年6月、ベンジャミン・タッパン・ジュニアがラベンナに来て町を設立し、デイビッド・ダニエルズは現在のパルミラ郡区に入り、エベネザー・シェルドンはオーロラの町に入植した。

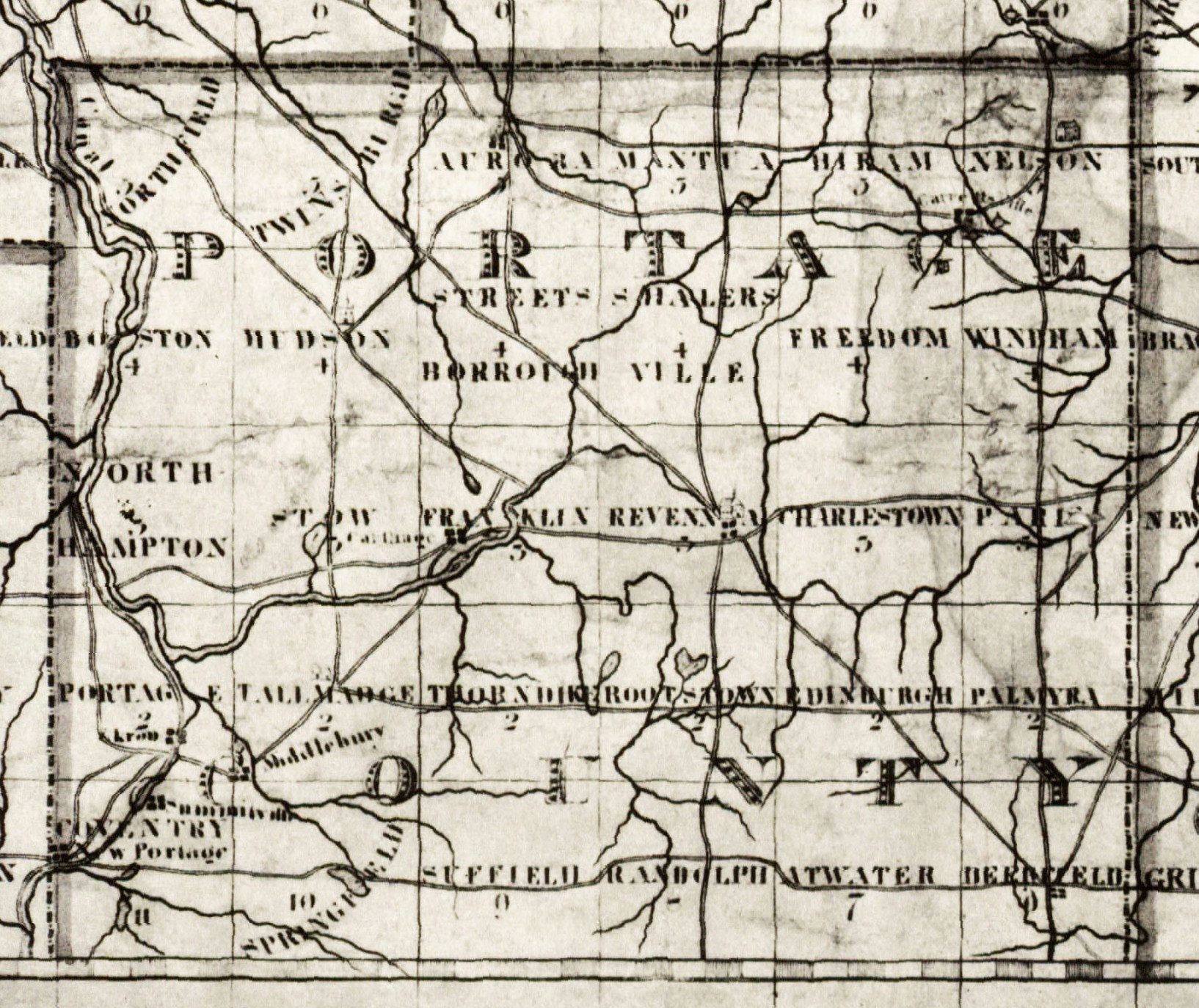
1826年の地図、ポーテージ郡には30郡区があった

入植が始まった頃、この地域は1797年に設立されたジェファーソン郡に入っていた。1800年、この地域はコネチカット西部保留地全体からなるトランブル郡の中に入った。1802年現在のポーテージ郡全体の領域がフランクリン郡区として組織化され、後には他の郡区も設立された。1807年2月10日、オハイオ州議会がトランブル郡からポーテージ郡を分離して設立させる法案を成立させ、6月7日に有効となった。翌日の6月8日に最初の選挙が行われ、トランブル郡に付設されていた状況が終わった。当初の領域は、現在のサミット郡の大半、メダイナ郡とヒューロン郡の全部、ロレイン郡とアシュランド郡の一部を含んでおり、コネチカット西部保留地の広い範囲に及んでいた。1808年時点は6つの郡区があった。後に新しい郡区が追加されて、最大時は30になった。1812年に郡域からメダイナ郡が分離し、1827年にはカヤホガ郡と領域の微修正を行い、1840年にサミット郡が分離した時点で、現在のポーテージ郡領域が確定した。サミット郡はポーテージ郡の10郡区、メダイナ郡の3郡区、スターク郡の2郡区を合わせて作られた。

## 地理
アメリカ合衆国国勢調査局に拠れば、郡域全面積は504.06平方マイル (1,305.5 km2)であり、このうち陸地487.38平方マイル (1,262.3 km2)、水域は16.68平方マイル (43.2 km2)で水域率は3.31%である。

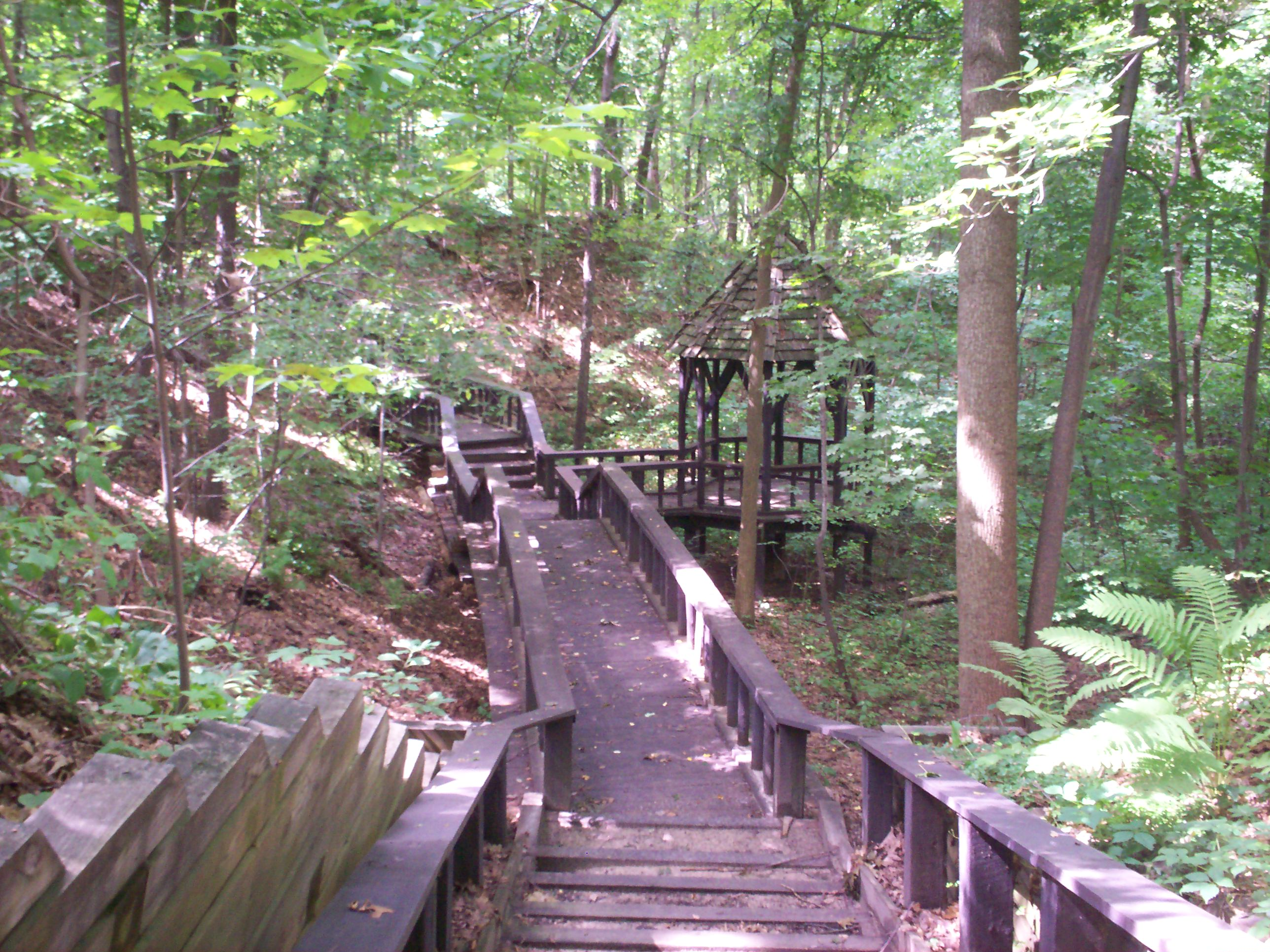
フランクリン郡区にあるタウナーズ森林公園の東屋、郡公園体系に属する

郡中央部には広大なウェストブランチ州立公園があり、マイケル・J・カーワン・ダムと貯水池を囲む大きな緑地がある。郡内には小規模ながら多くの州立公園や地方公園がある。

### 主要高規格道路
- 州間高速道路76号線
- 州間高速道路80号線 オハイオ・ターンパイク
- 州間高速道路480号線
- アメリカ国道224号線
- オハイオ州道14号線

### 隣接する郡
- ジアーガ郡 - 北
- トランブル郡 - 東
- マホニング郡 - 南東
- スターク郡 - 南
- サミット郡 - 西
- カヤホガ郡 - 北西隅

## 人口動態
以下は2000年国勢調査による人口統計データである。
| 基礎データ - 人口: 152,061人 - 世帯数: 56,449 世帯 - 家族数: 39,175 家族 - 人口密度: 119人/km2（309人/mi2） - 住居数: 60,096軒 - 住居密度: 47軒/km2（122軒/mi2） 人種別人口構成 - 白人: 94.40% - アフリカン・アメリカン: 3.18% - ネイティブ・アメリカン: 0.18% - アジア人: 0.82% - 太平洋諸島系: 0.01% - その他の人種: 0.22% - 混血: 1.19% - ヒスパニック・ラテン系: 0.72% 先祖による構成 - ドイツ系：23.5% - アイルランド系：11.0% - イタリア系：9.9% - イギリス系：9.7% - アメリカ人：9.7% - ポーランド系：5.2% 言語による構成 - 英語：96.1% - スペイン語：1.2% | 年齢別人口構成 - 18歳未満: 23.7% - 18-24歳: 14.3% - 25-44歳: 28.6% - 45-64歳: 22.3% - 65歳以上: 11.0% - 年齢の中央値: 34歳 - 性比（女性100人あたり男性の人口） - 総人口: 95.4 - 18歳以上: 92.4 世帯と家族（対世帯数） - 18歳未満の子供がいる: 32.3% - 結婚・同居している夫婦: 55.6% - 未婚・離婚・死別女性が世帯主: 10.1% - 非家族世帯: 30.6% - 単身世帯: 23.3% - 65歳以上の老人1人暮らし: 7.4% - 平均構成人数 - 世帯: 2.56人 - 家族: 3.03人 収入と家計 - 収入の中央値 - 世帯: 44,347米ドル - 家族: 52,820米ドル - 性別 - 男性: 37,434米ドル - 女性: 26,232米ドル - 人口1人あたり収入: 20,428米ドル - 貧困線以下 - 対人口: 9.3% - 対家族数: 5.9% - 18歳未満: 9.9% - 65歳以上: 5.7% |

## 教育
ポーテージ郡には11の公共教育学区がある。
| 学区                                            | 場所             | 該当する町 |
| ----------------------------------------------- | ---------------- | --- |
| オーロラ市教育学区                              | オーロラ市       | オーロラ市、リマインダービルの小部分                                                                             |
| クレストウッド・ローカル教育学区                | マントゥア村     | マントゥア村、マントゥア郡区、ハイラム、ハイラム郡区の大半、シェイラーズビル郡区の大半                           |
| ジェームズ・A・ガーフィールド・ローカル教育学区 | ガーレッツビル村 | ガーレッツビル村、ネルソン郡区、フリーダム郡区、ハイラム郡区の一部、チャールズタウン郡区の小部分                 |
| フィールド・ローカル教育学区                    | ブリムフィールド | ブリムフィールド郡区、サフィールド郡区の大半、トールマッジ市の一部、ブリムフィールドから併合されたケント市の部分 |
| ケント市教育学区                                | ケント市         | ブラディレイク村、ケント市の大半、スガーブッシュノールズ村、フランクリン郡区の大半、ストリーツボロ市の小部分     |
| ラベンナ教育学区                                | ラベンナ市       | ラベンナ市、ラベンナ郡区の大半、シェイラーズビル郡区の小部分                                                     |
| ルーツタウン・ローカル教育学区                  | ルーツタウン     | ルーツタウン郡区、ラベンナ郡区の小部分                                                                           |
| サウスイースト・ローカル教育学区                | パルミラ村       | エディンバラ郡区、パルミラ郡区、パリス郡区、チャールズタウン郡区の大半、ディアフィールド郡区の大半               |
| ストリーツボロ市教育学区                        | ストリーツボロ   | ストリーツボロ市の大半                                                                                           |
| ウォータールー・ローカル教育学区                | アットウォーター | アットウォーター郡区、ランドルフ郡区、ディアフィールド郡区の小部分                                               |
| ウィンダム免除村教育学区                        | ウィンダム村     | ウィンダム村、ウィンダム郡区                                                                                     |

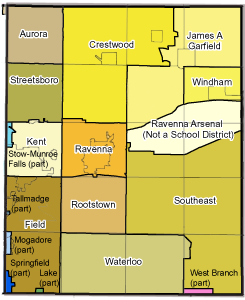
ポーテージ郡の教育学区区割り図

さらに隣接郡にあって、ポーテージ郡の一部を管轄している5つの教育学区は以下の通りである。
| 学区                                   | 場所                           | 郡内の該当する町                   |
| -------------------------------------- | ------------------------------ | ---------------------------------- |
| Lake・ローカル教育学区                 | ユニオンタウン                 | サフィールド郡区の小部分           |
| モガドア・ローカル教育学区*            | モガドア                       | モガドア、サフィールド郡区の小部分 |
| スプリングフィールド・ローカル教育学区 | サミット郡スプリングフィールド | サフィールド郡区の小部分           |
| ストウ・モンローフォールズ市教育学区   | ストウ                         | フランクリン郡区の小部分           |
| ウェストブランチ・ローカル教育学区     | ベロイト                       | ディアフィールド郡区の小部分       |

*= モガドア村はサミット郡とポーテージ郡双方に跨っているが、学校施設はサミット郡側にある
郡内にはバイオ・メド科学アカデミーがあり、ノースイースト・オハイオ医科大学のキャンパスに入っている。郡内の全地区から生徒を集めている。

### 高等教育機関
郡内には高等教育機関が4つある。
- ケント州立大学、ケント市、大規模な公立研究型大学、学生数41,000人以上、郡最大の雇用主でもある
- ハイラム・カレッジ、郡北西部のハイラム村、小規模供用型カレッジ、学生数1,200人
- ノースイースト・オハイオ医科大学 (NEOMED)、郡中南部のルーツタウン郡区、公立医学校であり、ケント州立大学、アクロン大学、ヤングスタウン州立大学、クリーブランド州立大学から学生を集めている。医学部と薬学部がある[9]
- フォーティス・カレッジのキャンパス、ラベンナ市、小規模2年制カレッジ、学生数300人、経営と医療技術分野に特化

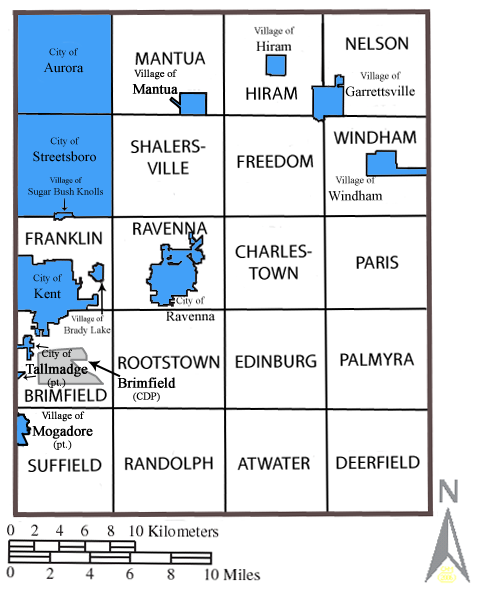
ポーテージ郡図

## 都市と郡区
ポーテージ郡は4行5列の20区画に分けられる。このうち18は未編入郡区であり、その中に9の都市と村がある。法人化2郡区はどちらも1つの都市が全体を占めている。
オハイオ州法では、法人化自治体に2種類がある。すなわち都市と村であり、これら自治体に属さない郡域は郡区に属する。郡区には限定された権限の政府があり、サービスを行う。

### 郡区
| - アットウォーター - ブリムフィールド - チャールズタウン - ディアフィールド - エディンバラ - フランクリン | - フリーダム - ハイラム - マントゥア - ネルソン - パルミラ - パリス | - ランドルフ - ラベンナ - ルーツタウン - シェイラーズビル - サフィールド - ウィンダム |

## 都市と村
|  | 都市 - オーロラ、元のオーロラ郡区全域 - ケント、フランクリン郡区とブリムフィールド郡区の小部分 - ラベンナ、ラベンナ郡区 - 郡庁所在地 - ストリーツボロ元のストリーツボロ郡区の大半 - トールマッジ、ブリムフィールド郡区、隣接するサミット郡に跨る |  | 村 - ブラディレイク、フランクリン郡区 - ガーレッツビル、ハイラム郡区とネルソン郡区 - ハイラム、ハイラム郡区 - マントゥア、マントゥア郡区 - モガドア、サフィールド郡区、サミット郡に跨る - シュガーブッシュノールズ、ストリーツボロ郡区とフランクリン郡区 - ウィンダム、ウィンダム郡区 |

### 未編入の町
未編入の町で独自の郵便局があるものは下記2つである。
- ダイアモンド
- ウェイランド

### 国勢調査指定地域
- アットウォーター、アットウォーター郡区
- ブリムフィールド、ブリムフィールド郡区

キャンプ・ラベンナ軍事訓練センターがチャールズタウン、パリス、ウィンダム各郡区に跨り、フリーダム郡区の小部分にも入っている。元はラベンナ訓練物流サイトと呼ばれ、一般医はラベンナ武器庫と呼ばれていた。